# Gunhild Stensmyr
Karin Gunhild Stensmyr, född 21 november 1950, är en svensk kurator och företagare i Övertorneå kommun.
Gunhild Stensmyr är uppvuxen i Hedenäset i Övertorneå kommun. Hon studerade arkeologi, etnologi och konstvetenskap vid Lunds universitet och Umeå universitet, varefter hon avlade fil.kand.-examen 1978 och studerade på kulturarbetarlinjen vid Umeå universitet 1981. Hon har varit intendent för Bildmuseet i Umeå 1981–86, chef för Norrtälje konsthall 1986–97 samt utredare och konsult i kulturfrågor.
Gunhild Stensmyr grundade Skärets konsthall i Skäret 2002, som hon drev till 2012. Hon driver ett företag i turistbranschen i Vitsaniemi i Tornedalen och är initiativtagare till Konsthall Tornedalen-projektet i Vitsaniemi.
Hon var gift med Göran Stensmyr (död 2004), och är mor till biologen Marcus Stensmyr.